# Đurevići
Đurevići (en serbe cyrillique : Ђуревићи) est un village de Bosnie-Herzégovine. Il est situé dans la municipalité de Višegrad et dans la république serbe de Bosnie. Selon les premiers résultats du recensement bosnien de 2013, il compte 13 habitants.

## Géographie
Đurevići est situé sur les bords de la Drina. Cette rivière y reçoit sur sa droite les eaux du Kukal.

## Démographie

### Évolution historique de la population dans la localité
| 1948 | 1953 | 1961 | 1971 | 1981 | 1991 | 2013 |
| ---- | ---- | ---- | ---- | ---- | ---- | ---- |
| -    | -    | 197  | 127  | 93   | 58,  | 13   |

|  |